# الريشة الطائرة في الألعاب الأولمبية الصيفية 2024

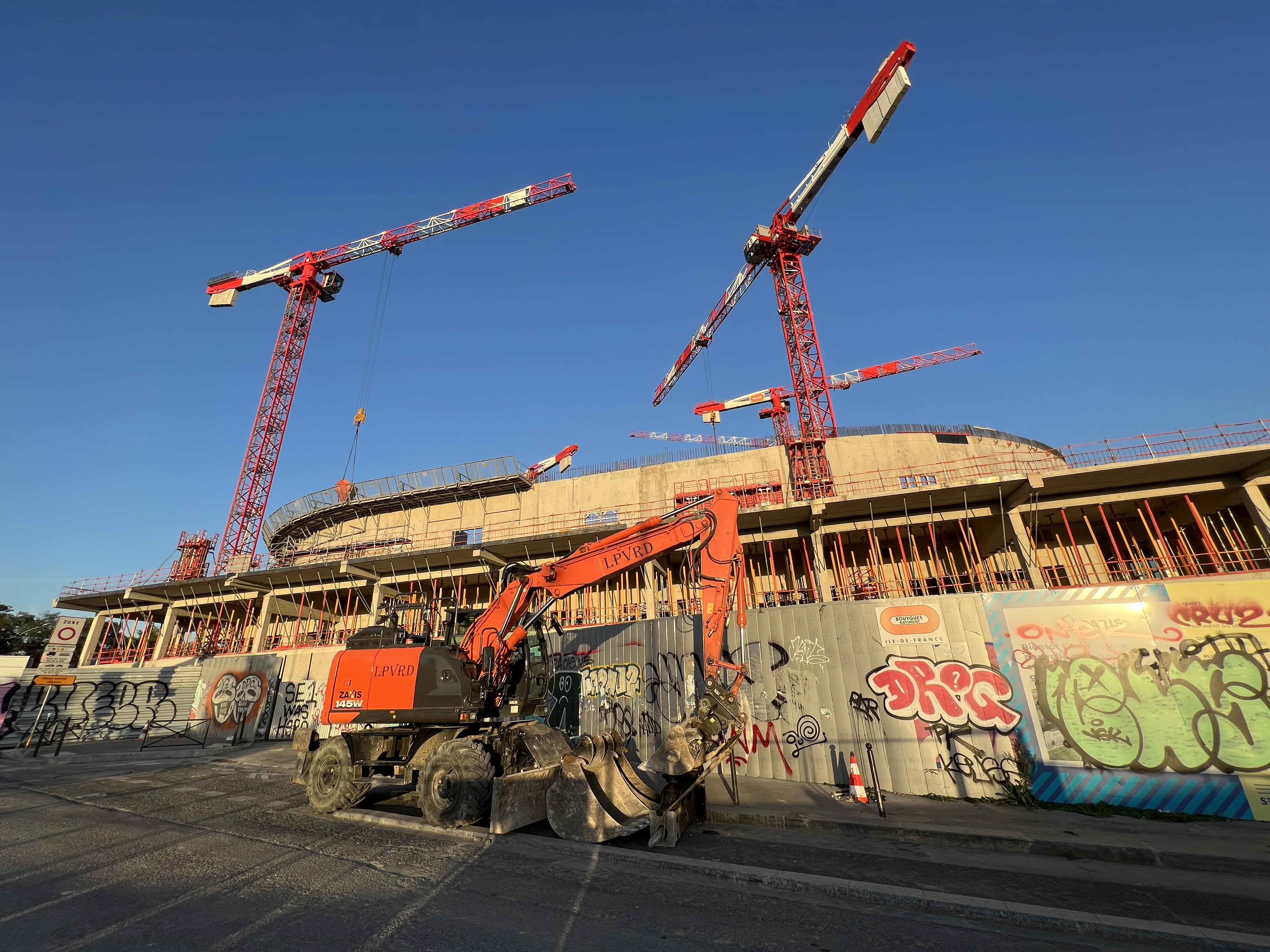
صالة بورت دي لا شابيل اثناء الإنشاء

أقيمت منافسات الريشة الطائرة في دورة الألعاب الأولمبية الصيفية 2024 في باريس في الفترة من 27 يوليو إلى 5 أغسطس في صالة بورت دو لا شابيل.   سيتنافس إجمالي 172 لاعبًا في الريشة الطائرة، مع توزيع متساوٍ بين الرجال والسيدات، عبر خمس فعاليات (اثنتان لكل جنس وواحدة مختلطة) في هذه الألعاب، وهو نفس العدد تمامًا كما في الدورات السابقة.

## التأهل
يتوفر 172 مكانًا لحصة كرة الريشة، مع تقسيم متساوٍ بين الرجال والنساء، في باريس 2024؛ يمكن للجنة الأولمبية الوطنية إدخال ثمانية لاعبين كحد أقصى للمنافسة في خمس أحداث (فردي الرجال والسيدات، زوجي الرجال والسيدات والمختلط).  تحتفظ الدولة المضيفة فرنسا بمكان في فردي الرجال والسيدات ليتم منحه رسميًا للاعب الريشة الطائرة الأعلى تصنيفًا، بينما يحق للجان الأولمبية الوطنية المؤهلة المهتمة بتنافس لاعبي الريشة الطائرة في باريس 2024 بأربعة مراكز (اثنان لكل جنس). في إطار مبدأ العالمية.  
ويجب على لاعبي الريشة الطائرة المتبقين الخضوع لعملية تصفية مباشرة لتأمين مكان في فئاتهم الخاصة لأولمبياد باريس 2024 من خلال قائمة التصنيف "السباق إلى باريس" التي أعدها الاتحاد العالمي لتنس الريشة .  بدأت فترة التصفيات في 1 مايو 2023، وانتهت في 28 أبريل 2024، مع نشر قائمة الأهلية النهائية بعد يومين من الموعد النهائي. 
قد تقوم اللجان الأولمبية الوطنية بإدخال لاعبين كحد أقصى في فردي الرجال والسيدات إذا تم تصنيفها ضمن المراكز الستة عشر الأولى في قائمة التصنيف "السباق إلى باريس" على التوالي؛ وإلا فسوف يرسلون لاعبًا واحدًا حتى تكتمل قائمة الثمانية والثلاثين. تنطبق بروتوكولات مماثلة أيضًا على اللاعبين المتنافسين في بطولة الزوجي حيث يمكن للجنة الأولمبية الوطنية أن تدخل زوجين كحد أقصى إذا تم تصنيفها في المراكز الثمانية الأولى مع حق الباقي في الحصول على زوج واحد حتى يتم الوصول إلى الحصة الستة عشر. تضمن القواعد الإضافية أن كل فئة يجب أن تضم لاعب الريشة الطائرة يمثل كل منطقة من المناطق القارية الخمس (إفريقيا والأمريكتين وآسيا وأوروبا وأوقيانوسيا) وتعيين أماكن حصص إضافية إذا تأهل بعض اللاعبين لأحداث متعددة.

## جدول المسابقة
| التاريخ        | السبت 27 | السبت 27 | السبت 27 | الأحد 28 | الأحد 28 | الأحد 28 | الإثنين 29 | الإثنين 29 | الإثنين 29 | الثلاثاء 30 | الثلاثاء 30 | الثلاثاء 30 | الأربعاء 31 | الأربعاء 31 | الأربعاء 31 | الخميس 1 | الخميس 1 | الخميس 1 | الجمعة 2 | الجمعة 2 | السبت 3 | السبت 3 | الأحد 4 | الأحد 4 | الإثنين 5 | الإثنين 5 |
| حدث            | M        | A        | E        | M        | A        | E        | M          | A          | E          | M           | A           | E           | M           | A           | E           | M        | A        | E        | M        | A        | M       | A       | M       | A       | M         | A         |
| -------------- | -------- | -------- | -------- | -------- | -------- | -------- | ---------- | ---------- | ---------- | ----------- | ----------- | ----------- | ----------- | ----------- | ----------- | -------- | -------- | -------- | -------- | -------- | ------- | ------- | ------- | ------- | --------- | --------- |
| فردي الرجال    | P        | P        | P        | P        | P        | P        | P          | P          | P          | P           | P           | P           | P           | P           | P           | R16      | R16      |          |          | ¼        |         |         | ½       |         |           | F         |
| زوجي الرجال    | P        | P        | P        | P        | P        | P        | P          | P          | P          | P           | P           | P           |             |             |             |          | ¼        |          | ½        |          |         |         |         | F       |           |           |
| فردي السيدات   | P        | P        | P        | P        | P        | P        | P          | P          | P          | P           | P           | P           | P           | P           | P           |          | R16      |          |          |          | ¼       |         | ½       |         | F         |           |
| زوجي السيدات   | P        | P        | P        | P        | P        | P        | P          | P          | P          | P           | P           | P           |             |             |             | ¼        |          |          | ½        |          |         | F       |         |         |           |           |
| الزوجي المختلط | P        | P        |          | P        | P        | P        | P          | P          | P          |             |             |             |             |             |             | ¼        |          |          | ½        |          | F       |         |         |         |           |           |

## اللجان الأولمبية الوطنية المشاركة
بلغ إجمالي عدد المشاركين 171 مشاركًا من 49 دولة.
- الجزائر (2)
- أستراليا (3)
- النمسا (1)
- أذربيجان (2)
- بلجيكا (2)
- البرازيل (2)
- بلغاريا (3)
- كندا (4)
- الصين (16)
- جمهورية التشيك (4)
- الدنمارك (5)
- السلفادور (1)
- إستونيا (1)
- فنلندا (1)
- فرنسا (9) (البلد المضيف)
- ألمانيا (4)
- بريطانيا العظمى (3)
- غواتيمالا (1)
- هونغ كونغ (6)
- الهند (7)
- إندونيسيا (9)
- جزيرة أيرلندا (2)
- إسرائيل (1)
- إيطاليا (1)
- اليابان (12)
- كازاخستان (1)
- ماليزيا (8)
- المالديف (1)
- موريشيوس (2)
- المكسيك (1)
- مينمار (1)
- نيبال (1)
- هولندا (2)
- نيجيريا (1)
- بيرو (1)
- فريق الرياضيين الأولمبيين اللاجئين في الألعاب الأولمبية (1)
- سنغافورة (4)
- جنوب إفريقيا (1)
- كوريا الجنوبية (12)
- إسبانيا (2)
- سريلانكا (1)
- سورينام (1)
- سويسرا (2)
- تايبيه الصينية (6)
- تايلاند (9)
- تركيا (1)
- أوكرانيا (1)
- الولايات المتحدة (7)
- فيتنام (2)